# الغشو (أسلم)

تعديل مصدري - تعديل

الغشو هي إحدى قرى عزلة أسلم الوسط بمديرية أسلم التابعة لمحافظة حجة، بلغ تعداد سكانها 240 نسمة حسب تعداد اليمن لعام 2004.